# Cortinarius ammophilus
Cortinarius ammophilus är en svampart som beskrevs av A. Pearson 1946. Cortinarius ammophilus ingår i släktet Cortinarius och familjen spindlingar.   Inga underarter finns listade i Catalogue of Life.